# 藤原惟憲
藤原 惟憲（ふじわら の これのり）は、平安時代中期の公卿。藤原北家勧修寺流、駿河守・藤原惟孝の長男。官位は正三位・大宰大弐。

## 経歴
近江掾を経て、花山朝の寛和元年（985年）従五位下に叙爵。一条朝にて大蔵大輔を経て、長保3年（1001年）因幡守として地方官に転じる。任期中には備蓄が尽きていた不動穀に再び8000石を備えさせるなど、同国の国力を回復させたと評価される。寛弘2年（1005年）に任期を終えるが、後任の橘行平から不動穀備蓄の実態がない事を理由に解由状を得られないまま帰京する。結局、左大臣・藤原道長に対応を頼み込み、後付けで国府の倉庫に大量の稲穀を運び入れるなどの策を弄した結果、朝廷から行平に対して解由状出状の命令を出させることに成功し、同年12月にようやく解由状を得ることができた。その後も、寛弘3年（1006年）甲斐守と一条朝中盤以降は地方官を歴任し、この間寛弘4年（1007年）従四位下、寛弘8年（1011年）従四位上と順調に昇進する。
その後は長和2年（1013年）正四位下・近江守、寛仁4年（1020年）播磨守と三条朝から後一条朝前半にかけて大国の国守を務める一方、藤原道長の家司として信頼が厚く、寛仁元年（1017年）敦良親王（後の後朱雀天皇）が道長の外孫として初めて皇太子に立つと、その春宮亮に任ぜられている。
また、国司として蓄えた財力をもって、京内の一等地である藤原道長の土御門第の西隣に邸宅を構える。長和5年（1016年）自邸から出火し土御門第や法興院など土御門大路から二条の北に至るまで500件以上の家屋が焼失したが、その再建の造営責任者となる。寛仁2年（1018年）に惟憲の邸宅と同時に再建を完了させるが、土御門第と同じ日に惟憲邸の移徙を行ったため、世人の不審を買ったという。
治安3年（1023年）従三位・大宰大弐に叙任されて大宰府に赴任し、翌万寿元年（1024年）には赴任の労により正三位に昇叙された。長元2年（1029年）大宰大監・平季基が大隅国で国府を焼き討ちにするなど大規模な反乱を起こした際、惟憲は季基に対して絹3000余疋を賄賂として要求して受け取り、勝手に反乱の罪を赦してしまう。その後、朝廷から大宰府に対して作成された季基を捕縛すべき旨の命令書について、惟憲は書類作成手続きの不備を理由に再作成を強く要求し、結局命令書は大宰府に届くことはなかった。更に大隅守船守重が惟憲が事件を握りつぶそうとしていると告発しようとすると、罪に陥れようとしている。同年に大弐の任を終えて帰京した際には、九州一円から略奪、あるいは外国からの交易船から接収した、数え切れないほどの財宝を随身が携えて帰京したという。
長元4年（1031年）正月の王氏爵において、大蔵光高のことを宇多天皇の後裔の「良国王」と偽って、王氏爵の権限を持つ敦平親王に推挙させる。一旦、良国王は従四位下に叙せられるものの、陰謀はたちまち露見し叙位は取り消されてしまう。まもなく敦平親王に対する事情聴取が行われることになり、惟憲が激しく狼狽しているとの噂が立ったことや、王氏爵にも関わった関白・藤原頼通が惟憲を嫌って既に70歳近いのでいい加減に出家して隠居すれば良いと言った、との話が伝わっている。結局3月になって敦平親王は式部卿の職務を停止され、惟憲は参内を禁じられた。
長元6年（1033年）3月26日薨去。享年71。最終官位は前大宰大弐正三位。

## 人物
藤原実資からは『小右記』にて、貪欲である上に善悪を弁えていなかったと評された。なお、大隅国府襲撃事件において、藤原頼通に扈従する惟憲（及び季基）と藤原実資の家人であった船守重という構図から、頼通と実資という中央政界の権力者の対立が地方に持ち込まれたとする指摘もある。なお、大隅国府焼き討ちの翌々年である長元4年（1030年）正月、季基は実資に唐錦1疋・唐綾2疋・絹200疋、総鰍色革100枚・紫革50枚等を献上している。
また、藤原道長の側近であり、道長の邸宅である土御門殿の西側にあたる土御門南・富小路西に南北2町にわたる屋敷地を持っていた。長元4年（1031年）、北側の屋敷「鷹司殿」を道長の未亡人である源倫子に献上し、倫子はそこに移り住んだことから「鷹司殿」は彼女の別名にもなった。惟憲の没後、息子の憲房が残った南側の屋敷を道長と倫子の娘である藤原彰子に献上している。こちらは「陽明門第」と称され、長久元年（1040年）に土御門殿が火災で焼失した際にここを里内裏としていた後朱雀天皇（彰子の子）の避難先となっている。
また、藤原道長の側近であり、三条天皇には強圧的に望んでいる。その一方で赴任先では賄賂を受け取りながらも税を低くするなど、政治手腕は確かだったとしている。

## 官歴
注記のないものは『公卿補任』による。
- 時期不詳：近江掾
- 寛和元年（985年） 11月20日：従五位下
- 時期不詳：大蔵大輔。従五位上。正五位下
- 長保3年（1001年） 正月24日：因幡守
- 寛弘2年（1005年） 正月25日：得替（因幡守）
- 寛弘3年（1006年） 正月28日：甲斐守
- 寛弘4年（1007年） 正月20日：従四位下（造安殿賞）
- 寛弘7年（1010年） 2月16日：去甲斐守
- 寛弘8年（1011年） 10月15日：従四位上（治国、即位）
- 長和2年（1013年） 9月16日：正四位下（行幸中宮。左大臣家司）。11月24日：近江守
- 時期不詳：左京大夫
- 寛仁元年（1017年） 3月15日：右馬頭[14]。8月9日：春宮亮（皇太子・敦良親王）
- 寛仁2年（1018年） 正月：去任
- 寛仁4年（1020年） 正月30日：播磨守
- 治安元年（1021年） 8月：辞亮[15]
- 治安3年（1023年） 12月15日：大宰大弐。12月26日：従三位（長和5年大嘗会国司賞）
- 万寿元年（1024年） 9月15日：正三位（赴任賞）
- 長元6年（1033年） 3月26日：薨去（前大宰大弐正三位）

## 系譜
『尊卑分脈』による。
- 父：藤原惟孝
- 母：伴清廉の娘[16]（または藤原善理の娘）
- 妻：藤原美子（藤原親明の娘） - 典侍従二位、後一条院乳母[17]
  - 長男：藤原憲房（?-1073）
- 生母不詳の子女
  - 次男：良慶
  - 女子：藤原季定室
  - 女子：藤原兼房室
  - 女子：橘惟宗室
  - 女子：藤原頼成室
  - 女子：藤原章信室[17]